# Afzelia martabanica
Espèce
Synonymes
- Pahudia martabanica Prain[1] [2]

Afzelia peturei est une espèce de plantes à fleurs dicotylédones de la famille des Fabaceae, sous-famille des Caesalpinioideae, originaire de Birmanie. 